# Деннис, Шон
Шон Де́ннис (англ. Shaun Dennis; 20 декабря 1969, Керколди, Файф — 16 мая 2025) — шотландский футболист и футбольный тренер, играл на позиции защитника.

## Биография

### Игровая карьера
В течение девяти сезонов Деннис играл за «Рэйт Роверс», в составе которого в 1993 и 1995 годах выигрывал Первый дивизион, а также Кубок шотландской лиги в 1994 году. В том финальном матче «Рэйт Роверсу» противостоял «Селтик». Основное и дополнительное время матча завершилось 2:2, а затем «Рэйт Роверс» одержал победу в серии послематчевых пенальти 6:5.
В 1997 году перешёл в «Хиберниан», в составе которого отыграл четыре сезона, сыграв 64 матча. В 2000 году на правах аренды присоединился к «Рэйт Роверс». В 2001 году вернулся в родную команду на постоянной основе, отказавшись ради этого от перехода в «Барнсли». За «Рэйт Роверс» он отыграл три сезона, добившись повышения в классе после победы в 2003 году во Втором дивизионе. В 2004 году он на правах аренды играл за «Брикин Сити», сыграв за эту команду 5 матчей. Деннис занимает 7-е место среди игроков «Рэйт Роверс» по количеству сыгранных матчей. За эту команду он сыграл в общей сложности 453 матча и забил 16 голов.

### Тренерская карьера
В 2004 году в течение некоторого времени работал исполняющим обязанности главного тренера «Рэйт Роверс».

### Признание и смерть
В 2017 году был включён в Зал славы «Рэйт Роверс».
Скончался 16 мая 2025 года в возрасте 55 лет после продолжительной болезни.

## Достижения
«Рэйт Роверс»
- Победитель Первого дивизиона (2): 1992/93, 1994/95.
- Обладатель Кубка шотландской лиги (1): 1994